# ウォークイン・クローゼット

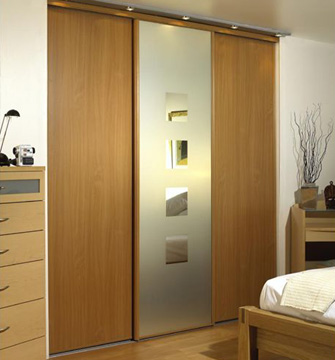
引き戸のついたウォークイン・クローゼット

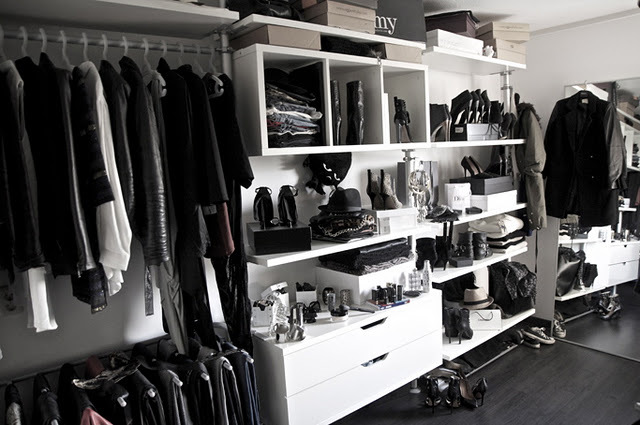
ウォークイン・クローゼットの内部の例

ウォークイン・クローゼット（アメリカ英語：walk-in closet、イギリス英語：walk-in wardrobe）は、衣服や履物などを収納したり、中で着替えたりすることのできる、大きめのクローゼットまたは小部屋である。
「ウォークイン」は歩いて入れるという意味で、中に入って品物を見ることができる程度の広さと高さがあり、棚や引き出し、ハンガーラックなどが備え付けられていることが多い。通常のクローゼットとは異なり、ウォークイン・クローゼット内の棚には扉がついていないことが多く、衣服を一目で見渡すことができるが、埃が付きやすくなる。また、鏡や照明、椅子、鏡台などが設置されていることもある。
出入口が2つ以上あり、2つ以上の部屋と繋がっているクローゼットは「ウォークスルー・クローゼット」(walk-through closet)と呼ぶ。